# Back Home (film, 2015)
Pour les articles homonymes, voir Back Home et Louder Than Bombs.
Pour plus de détails, voir Fiche technique et Distribution.
Back Home, ou Plus fort que les bombes au Québec (Louder Than Bombs), est un drame norvégio-franco-danois réalisé par Joachim Trier, sorti en 2015.
Présenté sous le titre Louder Than Bombs (« Plus fort que les bombes ») au Festival de Cannes, le film sort en France le 9 décembre 2015 sous le titre Back Home sur décision du distributeur Memento Films à la suite des attentats du 13 novembre 2015 en France pour « trouver un titre moins ambigu, évitant tout malentendu sur le contenu même du film.[...] Le film de Joachim Trier est un film nostalgique sur la famille, ce n'est ni un film de guerre, ni un film militant sur fond d'attaques terroristes comme pouvait laisser penser son titre original »
Le titre Louder than bombs fait référence au titre de l'album du groupe The Smiths dont Joachim Trier est fan. Ce disque apparait dans son film Nouvelle donne.

## Synopsis
Alors que se prépare une exposition consacrée à la célèbre photographe Isabelle Reed trois ans après sa mort accidentelle, son mari et ses deux fils sont amenés à se réunir dans la maison familiale et évoquer ensemble les fantômes du passé…
L'histoire d'un drame familial qui propose les différents points de vue des membres d’une même famille face aux événements qui les accablent.

## Fiche technique
Sauf indication contraire, les informations mentionnées dans cette section peuvent être confirmées par la base de données cinématographiques IMDb,  présente dans la section « Liens externes ».
- Titre original : Louder Than Bombs
- Titre de diffusion : Back Home
- Réalisation : Joachim Trier
- Scénario : Joachim Trier, Eskil Vogt
- Musique : Ola Fløttum
- Photographie : Jakob Ihre
- Casting : Laura Rosenthal
- Montage : Olivier Bugge Coutté
- Décors : Molly Hughes
- Costumes : Emma Potter
- Producteurs : Joshua Astrachan, Albert Berger, Alexandre Mallet-Guy, Alexandre Mallet-Guy, Marc Turtletaub, Ron Yerxa
  - Coproducteurs : Bo Ehrhardt, Mikkel Jersin, Olivier Père
  - Producteurs exécutifs : Naima Abed, Michael B. Clark, Sigve Endresen, Émilie Georges, Frederick W. Green, Nick Shumaker, Joachim Trier, Eskil Vogt
- Sociétés de production : Motlys, Animal Kingdom, Arte France Cinéma, Bona Fide Productions, Memento Films Production, Nimbus Film Productions
- Pays d'origine :  Norvège /  France /  Danemark[2]
- Langue originale : anglais
- Durée : 109 minutes
- Genre :drame
- Dates de sortie :
  - France : 18 mai 2015 (Festival de Cannes ; 9 décembre 2015 (sortie nationale)

## Distribution
Sauf indication contraire, les informations mentionnées dans cette section peuvent être confirmées par la base de données cinématographiques IMDb,  présente dans la section « Liens externes ».
- Gabriel Byrne (VF : Jean-Yves Chatelais) : Gene Reed
- Isabelle Huppert (VF : elle-même) : Isabelle Joubert-Reed, photographe de guerre, femme de Gene
- Devin Druid (VF : Antonin Icovic) : Conrad Reed, fils cadet de Gene et isabelle
- Jesse Eisenberg (VF : Matthieu Sampeur) : Jonah Reed, fils aîné de Gene et Isabelle
- Megan Ketch (en) (VF : Sandra Codreanu) : Amy Reed, femme de Jonah
- Amy Ryan (VF : Sophie Broustal) : Hannah
- Ruby Jerins (en) (VF : Adèle Ferrier) : Mélanie
- Rachel Brosnahan (VF : Juliette Allain) : Erin
- David Strathairn (VF : Alain Lenglet) : Richard

Version française dirigée par Hervé Icovic (assisté d'Ouahiba Djema) au studio Deluxe, d'après une adaptation des dialogues de Marion Bessay.
Source et légende : version française (VF) sur le site d'AlterEgo et carton du doublage français.

## Développement
Depuis mai 2013 le réalisateur et les trois têtes d'affiches du film (Huppert, Eisenberg, Byrne) sont attachés au projet.
Le 16 avril 2015 la présence en sélection officielle du film au 68e Festival de Cannes est officialisée lors d'une conférence de presse.

## Autour du film
- Joachim Trier voit avec ce film sa première sélection officielle en compétition pour la Palme d'or. Il avait en effet présenté en sélection officielle dans la catégorie Un Certain Regard son film Oslo, 31 août en 2011, avant d'être membre du Jury de la Cinéfondation et des Courts Métrages du Festival de Cannes 2014.
- La musique de la bande annonce est Glas / Green de Solomon Grey
- Le titre que le film aurait dû porter, Louder Than Bombs, faisait référence à une compilation du groupe The Smiths[6]

## Distinctions

### Sélections
- Festival de Cannes 2015 : Compétition officielle
- Festival du film de Munich 2015

### Récompense
- Festival international du film de Stockholm : Cheval de bronze